# Lidjin Khuduk
Lidjin Khuduk (en rus: Лиджин Худук) és un poble (un possiólok) de Calmúquia, a Rússia, segons el cens del 2010 tenia 15 habitants. Pertany al districte municipal d'Oktiabrski.